# Bishopsgate Tower
Bishopsgate Tower — новий хмарочос, котрий будується в Лондоні, Велика Британія. Будівництво було розпочато в 2006 і планується завершити в 2012 році . Планується що висота будинку складатиме 288 метрів і в ньому буде 63 поверхи. Спочатку планувалась побудова 307-метрового хмарочоса, проте міністерство цивільної авіації через міркування безпеки польотів змусила знизити висоту на 19 метрів. 